# 海州 (辽朝)
海州，辽朝时设置州。
天显四年（929年）遼國迁渤海國南海府百姓，设海州南海府南海军节度使于今辽宁省海城市，治所在临溟縣。下辖支郡耀州、嫔州。天庆六年（1116年）女真金朝攻占海州，皇统三年（1143年）改为刺史州，属于曷苏馆路。天德三年（1151年）改名澄州。